# Список рейдів британських командос на Атлантичний вал
Список рейдів британських командос на Атлантичний вал (англ. List of Commando raids on the Atlantic Wall) — низка спеціальних операцій британських командос на Атлантичний вал з метою ведення розвідки, організації диверсій і зриву операцій Вермахту, що проводилися протягом червня 1940—1944 років. Усі операції відбувалися між Полярним колом у Норвегії та французько-іспанським кордоном.
Рейди здійснювалися здебільшого британськими командос, але два найбільші рейди, операції «Гонтлет» та «Ювілей», проводилися із залученням канадських військ. Масштаби рейдів залежали від мети. Найменший рейд було проведено двома бійцями загону № 6 Commando в операції J V. Найбільший рейд залучив понад 10 500 чоловік в операції «Ювілей». Планувалося, що більшість рейдів триватимуть лише протягом ночі, але деякі, як-от операція «Гонтлет», проводилися протягом кількох днів.
Усі 57 рейдів були здійснені в період з 1940 по 1944 роки, і в основному проти об'єктів у Франції, де було проведено 36 рейдів. 12 рейдів було проведено у Норвегії, сім на Нормандських островах і по одному в Бельгії та Нідерландах. Результати операцій мали різний успіх. Операцію «Колісниця» — рейд проти нацистських доків у Сен-Назері — з тих пір називають найбільшим з усіх. Інші, як-от операції «Акватинта» та «Мушкетон», призвели до захоплення або смерті більшості залучених спецназівців.
Рейди закінчилися в середині 1944 року за наказом генерал-майора Роберта Лейкока, начальника Штабу об'єднаних операцій. Він припустив, що вони вже не були такими ефективними і призвели лише до того, що німці зміцнили свою берегову оборону, що могло зашкодити планам союзників.

## Список рейдів британських командос
| No. | Дата                       | Кодова назва            | Підрозділи                                                                             | Кількість учасників | Місце                               | Ціль | Результат |
| --- | -------------------------- | ----------------------- | -------------------------------------------------------------------------------------- | ------------------- | ----------------------------------- | --- | --- |
| 1   | 24 — 25 червня 1940        | Операція «Коллар»       | 11-та особлива окрема рота                                                             | 200 осіб            | Булонь-сюр-Мер і Ле-Туке-Парі-Плаж  | Розвідка та захоплення полонених                                                                                  | незначний ефект й ще менший результат, було вбито 2 німецьких солдати, британці мали одного пораненого — підполковника Дадлі Кларка, що діяв з командос, як спостерігач від вищого штабу |
| 2   | 14 — 15 липня 1940         | Операція «Амбасадор»    | No. 3 Commando 3-тя особлива окрема рота                                               | 140 осіб            | Гернсі, Нормандські острови         | Захоплення полонених, виведення з ладу аеродрому                                                                  | провал операції: висадилося лише 40 командос, рейд провалився через серію невдач, погану долю та поспіх, з яким він був спланований і реалізований |
| 3   | 4 березня 1941             | Операція «Клеймор»      | No. 3 Commando No. 4 Commando                                                          | 800 осіб            | Лофотенські острови, Норвезьке море | наліт на промислові потужності островів                                                                           | знищено близько 800 000 галонів риб'ячого жиру, гасу та парафіну; було зруйновано заводи і захоплено 228 військовополонених |
| 4   | 27 — 28 липня 1941         | Операція «Чес»          | No. 12 Commando                                                                        | 16 осіб             | Амблетез                            | Розвідка та захоплення полонених                                                                                  | Командос залишалися на берегу одну годину; полонених не було, втрат немає |
| 5   | 25 серпня — 3 вересня 1941 | Операція «Гонтлет»      | 2-га канадська піхотна бригада                                                         | 1500 осіб           | Західний Шпіцберген                 | Знищення промислових потужностей на острові                                                                       | було зруйновано вугільні шахти |
| 6   | 30 — 31 серпня 1941        | Операція «Асід Дроп»    | No. 5 Commando                                                                         | 25 осіб             | Нефшатель-Ардело і Мерлімон         | Розвідка та захоплення полонених                                                                                  | Командос залишалися на берегу 30 хвилин; жодних зіткнень не сталося |
| 7   | 27 — 28 вересня 1941       | Операція «Чоппер»       | No. 1 Commando                                                                         | 25 осіб             | Сент-Обен-д'Аркене                  | Розвідка та захоплення полонених                                                                                  | У сутичці двоє командос були вбиті, їх довелося залишити |
| 8   | 27 — 28 вересня 1941       | Операція «Діп Кат»      | No. 1 Commando                                                                         | 25 осіб             | Сен-Ва-ла-Уг                        | Розвідка та захоплення полонених                                                                                  | Командос зіткнулися з німецьким велосипедним патрулем і відкрили по ньому вогонь; німці відкрили вогонь у відповідь і поранили двох бійців |
| 9   | 12 — 13 листопада 1941     | Операція «Астрахань»    | No. 6 Commando                                                                         | 4 осіб              | Ульгат                              | Розвідка плацдарму                                                                                                | Командос не зустріли німців, але зібрали інформацію про придатність берегової ділянки для використання десантними кораблями |
| 10  | 22 — 23 листопада 1941     | Операція «Санстар»      | No. 9 Commando                                                                         | 100 осіб            | Ульгат                              | Знищення берегової батареї                                                                                        | Частковий успіх, операція зіткнулася з труднощами, не вдалося ані знищити батарею, ані взяти когось у полон; вони захопили лише документи та іншу інформацію |
| 11  | 26–27 грудня 1941          | Операція «Анкліт»       | No. 12 Commando 1-ша окрема норвезька рота                                             | 300 осіб            | Лофотенські острови, Норвезьке море | Захоплення полонених і знищення радіостанції                                                                      | знищено дві радіопередавачі, потоплено або захоплено кілька кораблів і взято в полон невелику кількість німецьких солдатів і норвезьких колабораціоністів; захоплено деталі та документи кодування до шифрувальної машини «Енігма»                                                                     |
| 12  | 27 грудня 1941             | Операція «Арчері»       | No. 2 Commando No. 3 Commando No. 4 Commando No. 6 Commando 1-ша окрема норвезька рота | 800 осіб            | острів Вогсей, Согн-ог-Ф'юране      | Знищення виробничих потужностей заводу з виготовлення риб'ячого жиру, який йшов на виготовлення вибухових речовин | Зруйновано чотири заводи та сховища риб'ячого жиру, потоплено 9 кораблів і суден (15 000 тонн) та чотири ворожих бомбардувальники «Хейнкель» взято в полон 98 німців; загинуло 17 командос, ще 53 дістали поранень                                                                                     |
| 13  | 17 — 18 січня 1942         | Операція «Карлью»       | Уельський полк                                                                         | 100 осіб            | Сен-Лоран-сюр-Мер                   | Розвідка плацдарму                                                                                                | Місія провалилася і десант довелося рятувати флоту |
| 14  | 27 — 28 лютого 1942        | Операція «Байтінг»      | батальйон Парашутного полку                                                            | 120 осіб            | Сен-Жуен-Брюневаль                  | Знищення РЛС наведення винищувачів «Вюрцбург»                                                                     | Успішний рейд; розширення британських повітрянодесантних військ і створення парашутного полку |
| 15  | 27 — 28 березня 1942       | Операція «Колісниця»    | No. 2 Commando підрозділи 1-ша бригада спеціальної служби                              | 600 осіб            | Сен-Назер                           | Знищення портової інфраструктури                                                                                  | Успішне виконання завдання; наймасштабніший рейд усіх часів, але значні втрати: лише 228 британських військових повернулося до Британії; 169 — загинуло, 215 — потрапило до полону |
| 16  | 5 квітня 1942              | Операція «Мірмідон»     | No. 1 Commando No. 2 Commando                                                          | 100 осіб            | естуарій Адура                      | Знищення портової інфраструктури                                                                                  | Транспортні кораблі наразилися на піщану косу, яку не змогли подолати. Це разом із поганою погодою стало причиною скасування рейду |
| 17  | 11 — 12 квітня 1942        | Операція JV             | No. 6 Commando                                                                         | 2 особи             | Булонь-сюр-Мер                      | Знищення корабля                                                                                                  | Командос підклали міну в танкер і втекли непоміченими |
| 18  | 21 — 22 квітня 1942        | Операція «Аберкромбі»   | No. 4 Commando канадський Карлтонський та Йорський полк                                | 150 осіб            | Нефшатель-Ардело                    | Знищення прожекторної батареї, захоплення полонених                                                               | Ціль операції не досягнута; один командос поранений |
| 19  | 3 — 4 червня 1942          | Операція «Брісл»        | No. 6 Commando                                                                         | 150 осіб            | Кам'є                               | Знищення радара                                                                                                   | Ціль операції не досягнута; суттєві втрати при поверненні з операції |
| 20  | 14 — 15 серпня 1942        | Операція «Баррікейд»    | No. 62 Commando                                                                        | 11 осіб             | Пойнт-де-Сер                        | Знищення радара та установок ППО                                                                                  | Ціль операції не досягнута; троє німців були вбиті і шестеро поранені без втрат для командос |
| 21  | 19 серпня 1942             | Операція «Ювілей»       | 2-га канадська піхотна дивізія No. 3 Commando No. 4 Commando                           | 10 500 осіб         | Дьєпп                               | Заволодіння портом Дьєпп у формі розвідки боєм                                                                    | Ціль операції не досягнута; рейд завершився провалом. Втрати включали 3367 канадців і 275 британських командос. Королівський флот втратив один есмінець і 33 десантні кораблі, зазнавши 550 вбитих і поранених. Королівські ПС втратили 106 літаків проти 48 Люфтваффе. Німецька армія мала 591 втрату |
| 22  | 2 — 3 вересня 1942         | Операція «Дріад»        | No. 62 Commando                                                                        | 12 осіб             | Каскетс                             | Розвідка та захоплення полонених                                                                                  | Сім полонених та кілька кодових книг було захоплено |
| 23  | 7 — 8 вересня 1942         | Операція «Бренфорд»     | No. 62 Commando                                                                        | 12 осіб             | Беру                                | Розвідка | Наліт мав за мету пошук слушної гарматної позиції для підтримки атаки на Олдерні, і пройшов без подій |
| 24  | 12 — 13 вересня 1942       | Операція «Акватинта»    | No. 62 Commando                                                                        | 12 осіб             | Сент-Онорин-де-Перт                 | Розвідка та захоплення полонених                                                                                  | Операція завершилася крахом; особовий склад був або знищений або потрапив до німецького полону |
| 25  | 20 — 21 вересня 1942       | Операція «Мушкетон»     | No. 2 Commando                                                                         | 12 осіб             | Гломфіорд                           | Знищення індустріального об'єкту                                                                                  | Операція пройшла успішно, але більшість командос була захоплена при спробі переправитися до Швеції. Вони стали першими жертвами наказу про командос |
| 26  | 3 — 4 жовтня 1942          | Операція «Базальт»      | No. 12 Commando No. 62 Commando                                                        | 12 осіб             | Сарк                                | Розвідка | Успішна операція: 4 німців було вбито і одного взято в полон |
| 27  | 11 — 12 листопада 1942     | Операція «Фаренгайт»    | No. 12 Commando No. 62 Commando                                                        | 10 осіб             | Плуезек                             | Рейд на станцію зв'язку та захоплення полонених                                                                   | Невдала операція; після вбивства принаймні двох німців командос відступили |
| 28  | 15 — 16 листопада 1942     | Операція «Бетмен»       | No. 12 Commando No. 62 Commando                                                        | 10 осіб             | Шербур                              | Розвідка | Рейд довелося скасувати, оскільки командос не змогли висадитися у відкритому морі на скелясте узбережжя |
| 29  | 19 — 20 листопада 1942     | Операція «Фрешмен»      | Королівські інженери                                                                   | 32 особи            | Телемарк                            | Знищення німецького заводу важкої води (D2O) Norsk Hydro у Веморку                                                | Провал операції: усі королівські інженери загинули, коли їхні планери розбилися на шляху до зони посадки, або вижили в аварії, й були страчені німцями |
| 30  | 22 — 29 листопада 1942     | б/н                     | No. 10 Commando                                                                        | 5 осіб              | Берген                              | Розвідка та захоплення полонених                                                                                  | Було три спроби цієї операції: вперше змушено повернули назад після того, як їх помітили німецькі літаки, вдруге — зібрали деякі розвідувальні дані від норвезьких рибалок, перш ніж повернутися, а втретє скасували через погану погоду                                                               |
| 31  | 11 — 12 грудня 1942        | Операція «Франктон»     | Корпус Королівської морської піхоти                                                    | 12 осіб             | Бордо                               | Знищення кораблів                                                                                                 | Успішна операція: 2 кораблі потоплено, 2 кораблі серйозно пошкоджено і 3 кораблі легко пошкоджено. Більшість учасників загинула, лише двоє вижили |
| 32  | 23 — 24 січня 1943         | Операція «Картун»       | No. 10 Commando No. 12 Commando                                                        | 63 особи            | Стур                                | Знищення піритових шахт                                                                                           | Ціль операції досягнуто; незначні втрати |
| 33  | 24 лютого — 1 березня 1943 | Операція «Крекерс»      | No. 10 Commando No. 12 Commando No. 30 Commando                                        | 16 осіб             | Согнефіорд                          | Захоплення полонених                                                                                              | Через погану погоду рейд зупинений, але командос встановили спостережний пункт, який зібрав багато інформації |
| 34  | 27 — 28 лютого 1943        | Операція «Гагбек»       | No. 62 Commando                                                                        | 10 осіб             | Герм                                | Розвідка та пошук слушної артилерійської позиції                                                                  | Командос не знайшли ніяких ознак німецької окупації, залишили агітаційні листівки |
| 35  | 14 — 15 березня 1943       | Операція «Бренді»       | No. 10 Commando No. 12 Commando                                                        | 7 осіб              | Флурьо                              | Знищення кораблів                                                                                                 | Успішна операція: атаковано два німецькі кораблі та заміновано гавань; торпедний катер сів на мілину і був покинутий |
| 36  | 19 березня 1943            | Операція «Раундебаут»   | No. 10 Commando No. 12 Commando                                                        | 7 осіб              | Стад                                | Розвідка та захоплення полонених                                                                                  | Рейд було перервано після зіткнення з німецьким патрулем |
| 37  | 3 — 4 квітня 1943          | Операція «Пусіфут»      | No. 62 Commando                                                                        | 10 осіб             | Герм                                | Розвідка та захоплення полонених                                                                                  | Провал операції через густий туман |
| 38  | 29 квітня 1943             | Операція «Чекмейт»      | No. 14 Commando                                                                        | 7 осіб              | Гаугесунн                           | Виведення з ладу суднобудівельних промислових об'єктів                                                            | Успішна операція: за допомогою магнітних мін потоплено декілька ворожих суден; але усі командос захоплені у полон і страчені |
| 39  | 3 — 4 липня 1943           | Операція «Форфар»-Ізі   | No. 12 Commando                                                                        | 10 осіб             | О                                   | Розвідка та захоплення полонених                                                                                  | Провал операції, командос вдалося піднятися на скелі, але вони не змогли подолати загородження на вершині |
| 40  | 5 — 6 липня 1943           | Операція «Форфар»-Дог   | No. 12 Commando                                                                        | 10 осіб             | Бівіль                              | Розвідка та захоплення полонених                                                                                  | Моторний торпедний катер потрапив під вогонь, коли командос були висаджені на берег |
| 41  | 3 — 5 серпня 1943          | Операція «Форфар»-Бір   | No. 12 Commando                                                                        | 10 осіб             | Елето                               | Розвідка та захоплення полонених                                                                                  | Транспортні кораблі командос були виявлені на шляху німецьким патрульним кораблем |
| 42  | 3 — 4 серпня 1943          | Операція «Форфар»-Лав   | Спеціальна човнова служба                                                              | 4 особи             | Дюнкерк                             | Розвідка пристані                                                                                                 | Два каное були змушені відступити, коли їх виявив прожектор |
| 43  | 1 — 4 вересня 1943         | Операція «Форфар»-Айтем | No. 10 Commando No. 12 Commando                                                        | 8 осіб              | Сен-Валері-ан-Ко                    | Розвідка та захоплення полонених                                                                                  | Рейд увінчався частковим успіхом. Команда була успішно десантована на парашутах, але їхнє судно було затоплено під час відходу, із втратою всього обладнання |
| 44  | 3 — 4 вересня 1943         | Операція «Паунд»        | No. 12 Commando                                                                        | н/д                 | Уессан                              | Розвідка та захоплення полонених                                                                                  | Рейд увінчався частковим успіхом |
| 45  | 24 — 25 грудня 1943        | Операція «Гардтак»-11   | No. 10 Commando                                                                        | 7 осіб              | Гравлін                             | Розвідка та захоплення полонених                                                                                  | Моторний торпедний човен, який перевозив командос, відхилився, щоб атакувати конвой, і човен затонув, загинула одна людина. Інші шість вийшли на берег і приєдналися до французького руху опору |
| 46  | 25 — 26 грудня 1943        | Операція «Гардтак»-13   | No. 10 Commando Спеціальна човнова служба                                              | 10 осіб             | Бенувіль                            | Розвідка та захоплення полонених                                                                                  | Рейд пройшов успішно, але полонених не було захоплено |
| 47  | 25 — 26 грудня 1943        | Операція «Гардтак»-28   | No. 10 Commando                                                                        | 10 осіб             | Джерсі                              | Захоплення полонених                                                                                              | Піднявшись на скелі, командос поговорили з деякими місцевими жителями, але повертаючись, підірвалися на міні, що спричинило поранення двох чоловіків. Усі член рейду евакуйовані |
| 48  | 26 — 27 грудня 1943        | Операція «Гардтак»-4    | No. 10 Commando                                                                        | 10 осіб             | Бівіль                              | Розвідка та захоплення полонених                                                                                  | Командос були змушені відступити через появу німецьких патрулів |
| 49  | 26 — 27 грудня 1943        | Операція «Гардтак»-5    | No. 10 Commando                                                                        | 10 осіб             | О                                   | Розвідка та захоплення полонених                                                                                  | Один десантник отримав поранення, внаслідок підриву на протипіхотній міні при приземленні; решта провели чотири з половиною години на березі, але німців не побачили, лише незайняті опорні пункти |
| 50  | 26 — 27 грудня 1943        | Операція «Гардтак»-5    | No. 10 Commando No. 12 Commando                                                        | 5 осіб              | Сарк                                | Розвідка та захоплення полонених                                                                                  | Під час першої спроби командос довелося повернутися до Англії, оскільки вони не змогли піднятися на скелі. Друга спроба 27/28 грудня була скасована, коли командос наразилися на мінне поле, при цьому двоє бійців загинули, а більшість інших були поранені                                           |
| 51  | 26 — 27 грудня 1943        | Операція «Гардтак»-21   | No. 10 Commando                                                                        | 10 осіб             | Кіневіль                            | Розвідка та захоплення полонених                                                                                  | Під час рейду було зібрано розвідувальну інформацію про оборонні перешкоди в районі майбутнього плацдарму «Юта» |
| 52  | 27 — 28 грудня 1943        | Операція «Гардтак»-23   | No. 10 Commando                                                                        | 10 осіб             | Остенде                             | Розвідка та захоплення полонених                                                                                  | Рейд було скасовано після того, як моторний торпедний човен сів на мілину |
| 53  | 24 — 25 грудня 1943        | Операція «Гардтак»-36   | No. 10 Commando                                                                        | 10 осіб             | Вассенаар                           | Розвідка та захоплення полонених                                                                                  | Усі командос були вбиті після висадки |
| 54  | 15 — 16 травня 1944        | Операція «Тарбраш»-5    | No. 10 Commando                                                                        | 2 особи             | Дюнкерк                             | Розвідка плацдарму                                                                                                | Рейд успішний, проведено дорозвідку перешкод на плацдармі |
| 55  | 15 — 16 травня 1944        | Операція «Тарбраш»-8    | No. 10 Commando                                                                        | 2 особи             | Кан                                 | Розвідка плацдарму                                                                                                | Рейд успішний, проведено дорозвідку перешкод на плацдармі |
| 56  | 16 — 17 травня 1944        | Операція «Тарбраш»-3    | No. 10 Commando                                                                        | 2 особи             | Бре-Дюн                             | Розвідка плацдарму                                                                                                | Рейд провалився через неспроможність висадитися на берег через суворий шторм |
| 57  | 17 — 18 травня 1944        | Операція «Тарбраш»-3    | No. 10 Commando                                                                        | 2 особи             | О                                   | Розвідка плацдарму                                                                                                | Рейд провалився через навігаційну помилку внаслідок чого командос були висаджені не в тому місці та захоплені в полон |
| 58  | 24 — 25 серпня 1944        | Операція «Рамфорд»      | No. 10 Commando                                                                        | 10 осіб             | Л'Іль-д'Є                           | Захоплення окупованого німцями острову                                                                            | Вдала висадка, але німці вже евакуювалися з острову |